# Palura implexata
Palura implexata är en fjärilsart som beskrevs av Walker 1862. Palura implexata ingår i släktet Palura och familjen nattflyn. Inga underarter finns listade i Catalogue of Life.